# Campionati mondiali master di orientamento 2004
Manifestazione svolta dal 3 al 10 luglio 2004,  in  Italia, ad Asiago.

## Categorie maschili
| Categoria | oro               | argento           | bronzo            |
| --------- | ----------------- | ----------------- | ----------------- |
| M35       | Jost Hammer       | Eddie Wymer       | Stefano Maddalena |
| M40       | Urs Flühmann      | Greg Barbour      | Mika Vuorela      |
| M45       | Jörgen Mårtensson | Heikki Peltola    | Ari Kattainen     |
| M50       | Nikolay Pavlov    | Svein S. Jacobsen | Tom A Karlsen     |
| M55       | Tapio Peippo      | Vladimir Vasilev  | Jouni Savelainen  |
| M60       | Roar Forbord      | Jaromir Pospisil  | Juhani Mäkinen    |
| M65       | Rune Carlsson     | Veijo Tahvanainen | Gunnar Lerfald    |
| M70       | Harry Söderberg   | Allan Haglund     | Sveinung Bleikvin |
| M75       | Lennart Öberg     | Arvo Majoinen     | Denis Reynders    |
| M80       | Tage Johansson    | Martin Dreng      | Hermann Wehner    |
| M85       | Einar Jading      | Gunnar Karlsson   | Rolf Skärby       |
| M90       | Erkki Luntamo     |                   |                   |

## Categorie femminili
| Categoria | oro                 | argento         | bronzo                   |
| --------- | ------------------- | --------------- | ------------------------ |
| W35       | Brigitte Wolf       | Sabrina Meister | Anna Gornicka-Antonowich |
| W40       | Carina Sundbüe      | Hazel Dean      | Svetlana Berezina        |
| W45       | Feoktista Krivousha | Ada Kucharová   | Susanne Luescher         |
| W50       | Alida Abola         | Lis Daehli      | Ursula Wolf              |
| W55       | Galina Vershinina   | Inger Glans     | Karin Gustafsson         |
| W60       | Christina Schedwin  | Ulla Lindhe     | Sharon Crawford          |
| W65       | Birgit Lång         | Eila Pekkarinen | Gudrun Klaveness         |
| W70       | Maja-Lisa Bergström | Eva Laegran     | Leena Ikkala             |
| W75       | Gunborg Sundberg    | Sole Nieminen   | Ester Holgersson         |
| W80       | Ingrid Larsson      | Lillian Røss    | Gertrud Andersson        |

## Medagliere
|    | Stato         | oro | argento | bronzo | Totale |
| -- | ------------- | --- | ------- | ------ | ------ |
| 1  | Svezia        | 12  | 4       | 5      | 21     |
| 2  | Svizzera      | 3   | 1       | 3      | 7      |
| 3  | Russia        | 3   | 1       | 1      | 5      |
| 4  | Finlandia     | 2   | 5       | 5      | 12     |
| 5  | Norvegia      | 1   | 5       | 3      | 9      |
| 6  | Lettonia      | 1   | -       | -      | 1      |
| 7  | Rep. Ceca     | -   | 2       | -      | 2      |
| 8  | Australia     | -   | 1       | 1      | 2      |
| 9  | Regno Unito   | -   | 1       | -      | 1      |
| 9  | Nuova Zelanda | -   | 1       | -      | 1      |
| 11 | Belgio        | -   | -       | 1      | 1      |
| 11 | Polonia       | -   | -       | 1      | 1      |
| 11 | Stati Uniti   | -   | -       | 1      | 1      |